# Телль-Сальхаб
Телль-Сальхаб (араб. سلحب‎) — город на западе Сирии, расположенный на территории мухафазы Хама. Входит в состав района Скальбия. Является центром одноимённой нахии.

## Географическое положение
Город находится в западной части мухафазы, на берегах реки Нахр-Сальхаб, к югу от реки Эль-Аси, на высоте 252 метров над уровнем моря.

Телль-Сальхаб расположен на расстоянии приблизительно 31 километра к западу-северо-западу (WNW) от Хамы, административного центра провинции и на расстоянии 188 километров к северу от Дамаска, столицы страны.

## Население
По данным официальной переписи 2004 года численность населения города составляла 15 454 человека (7804 мужчины и 7650 женщин). Насчитывалось 2902 домохозяйства. В конфессиональном составе населения преобладают алавиты.

## Транспорт
Ближайший гражданский аэропорт — Международный аэропорт имени Басиля Аль-Асада.